# Tot zinken brengen van de Franse vloot in Toulon
De Franse vloot in Toulon werd tot zinken gebracht op 27 november 1942 op bevel van de admiraliteit van Vichy-Frankrijk om overname door de Duitsers te voorkomen.

## Context
Na de Slag om Frankrijk en de wapenstilstand van 1940 werd Frankrijk in twee zones verdeeld, een bezet door de Duitsers en de “onbezette zone”, bestuurd door het Vichy-regime. De wapenstilstand bepaalde dat de Franse vloot grotendeels zou worden ontwapend en zich beperkte tot de havens onder Franse controle. De geallieerden waren bezorgd dat de vloot, waaronder een paar van de meest geavanceerde oorlogsschepen van die tijd, in vijandelijke handen zou vallen. Dit leidde tot de vernietiging van de Franse vloot in Mers-el-Kébir op 3 juli 1940 door de Britten en de Slag om Dakar op 23 september 1940.
Op 8 november 1942 vond de geallieerde invasie van Noord-Afrika plaats (Operatie Toorts) en generaal Dwight D. Eisenhower sloot met steun van Roosevelt en Churchill een geheim akkoord met admiraal François Darlan, bevelhebber van de Vichy-troepen in Noord-Afrika, dat Darlan de controle over de vloot werd gegeven als hij zich bij de geallieerden aansloot. Toen Hitler het plan ontdekte ging hij onmiddellijk over tot Operatie Anton, de bezetting van Vichy-Frankrijk en de versterking van de Duitse troepen in Afrika.

## Voorspel

### Politiek aspect
Op 11 november 1942 vonden onderhandelingen plaats tussen Vichy-Frankrijk en Duitsland. De uitkomst was dat Toulon een “vesting” onder Vichy-controle bleef en verdedigd werd tegen de geallieerden en “Franse vijanden van de regering van de maarschalk”. De bevelhebber van de Kriegsmarine, Großadmiral Erich Raeder geloofde erin dat de Franse marineofficieren hun wapenstilstandsplicht zouden vervullen en hun schepen niet in handen lieten vallen van een buitenlandse natie. Raeder ging erin geloven dat het een Duits doel was om het anti-Britse sentiment bij de Franse matrozen aan te wakkeren om hen naast de Duitsers en Italianen te krijgen, terwijl Hitler een gedwongen aanval op de vloot voorbereidde. Het plan van Hitler was dat Duitse matrozen de Franse schepen innamen en ze naar Italië brachten; de persoonlijke bezwaren van de Duitse officieren werden genegeerd. Orders voor de start van het plan werden gegeven voor 19 november.
Op 11 november omsingelden Duitse en Italiaanse troepen Toulon. De Franse minister van Marine, admiraal Gabriel Auphan, gaf de admiralen Jean de Laborde en André Marquis het bevel om:
1. Verhinder, zonder bloed te verspillen, de toegang aan buitenlandse troepen in de vestingen, vliegtuigbases en gebouwen van de marine;
2. soortgelijk verzet als buitenlandse troepen aan boord van de schepen van de vloot willen komen; oplossingen vinden door middel van onderhandelingen;
3. indien het onmogelijk blijkt, het tot zinken brengen van de schepen.

De eigenlijke bevelen waren dat de schepen moesten kapseizen, maar ingenieurs dachten aan het herstel van de schepen na de oorlog en slaagden erin om de bevelen te veranderen.
Op 15 november ontmoette Jean de Laborde Maarschalk Pétain en Auphan. Persoonlijk probeerde Auphan Laborde over te halen om af te varen en zich bij de geallieerden te voegen; Laborde weigerde te gehoorzamen en hierdoor trad Auphan af als minister van Marine.

### Technisch en tactisch aspect
Aan de Franse kant werd als teken van goede wil tegenover de Duitsers de kustverdediging rondom Toulon versterkt om een geallieerde aanval vanuit zee af te slaan. Deze voorbereidingen bevatten ook het tot zinken brengen van de vloot in geval van een geallieerde landing. De Franse troepen stonden onder bevel van admiraal Jean de Laborde (hoofd van de “Hoge Zeevloot”, bestaande uit 38 van de meest moderne schepen) en admiraal André Marquis (préfet maritime en commandant over 135 schepen die hetzij onder de wapenstilstand vielen en deels ontdaan waren van hun bewapening of voor reparatie in Toulon waren).
Volgens de bepalingen van de wapenstilstand werd van de Franse schepen verlangd dat hun brandstoftanks bijna leeg waren; in feite door vervalsingen van de verslagen en het knoeien met de meters slaagde de bemanning erin om voldoende brandstof te hebben om Noord-Afrika te kunnen bereiken. Een van de kruisers, de Jean de Vienne lag hulpeloos in het droogdok. Nadat de restanten van het Franse leger op bevel van de Duitsers ontbonden waren, moesten de Franse matrozen de kustverdedigingswerken en luchtafweergeschut bemannen, wat het onmogelijk maakte om de bemanning snel te verzamelen en de schepen snel te laten afvaren.
De bemanningen stonden aanvankelijk vijandig tegenover de geallieerde invasie, maar door de algemene anti-Duitse stemming en de verspreiding van het bericht van de ontrouw van admiraal Darlan ging de houding naar het steunen van De Gaulle. De bemanning van de Strasbourg, Colbert, Foch en Kersaint begon te zingen Vive De Gaulle! Appareillage!" (“Lang leve De Gaulle! Vaar uit!”). In de middag van 12 november escaleerde het verder doordat Darlan de vloot opriep om zich bij de geallieerden aan te sluiten.
De Vichy-autoriteiten waren bang voor een coup de main, georganiseerd door de Britten of de Vrije Fransen. De bevolking van Toulon had vooral sympathie voor de geallieerden; de soldaten en officieren stonden vijandig tegenover de Italianen die gezien werden als “onrechtmatige overwinnaars”. Het lot van de vloot werd in het bijzonder gezien als twijfelachtig. Tussen 11 en 26 november vonden diverse arrestaties plaats. De Franse admiraals Laborde en Marquis eisten van hun ondergeschikten om een eed van trouw aan het regime te zweren (twee hogere officieren, Humbertand en captaine de vaisseau Pothuau weigerden). De bemanningen werden eerst aan boord gehouden en toen ze aan wal mochten bewaakte de Service d'ordre légionnaire alle verdachte plekken waar het verzet zich kon ophouden.

## Operatie Lila

Posities van de schepen van de Franse Vloot in de haven van Toulon, voordat de Duitsers aanvielen

Het doel van Operatie Lila was om de Franse vloot intact te veroveren. Het moest worden uitgevoerd door de Duitse 7e Pantserdivisie, aangevuld met eenheden van andere divisies. Vier strijdgroepen, waaronder twee gepantserde eenheden en een gemotoriseerd bataljon van de 2. SS-Panzer-Division Das Reich werden belast met de missie. Om te voorkomen dat Franse marine-eenheden zichzelf tot zinken brachten werd het Marinedetachment Gumprich aan een van de groepen gevoegd.
Op 19 november openden de Duitsers Operatie Lila met als doel om Toulon en de Franse vloot in te nemen met als uiteindelijke streefdatum 27 november.
Duitse troepen moesten Toulon vanuit het oosten binnenrukken en het hoofdkwartier van admiraal Marquis, Fort Lamalgue en het Mourillon-arsenaal innemen; vanuit het westen moesten de belangrijkste arsenalen en kustverdedigingen worden ingenomen. Duitse marine-eenheden moesten de haven in varen om te voorkomen dat enig schip kon vluchten en zeemijnen in de haven leggen.
De strijdkrachten rukten Toulon op 27 november om 04:00 binnen en rukten op richting de haven. Ze ontmoetten alleen zwak en sporadisch verzet. Om 04:30 bereikten de Duitsers Fort Lamalgue en arresteerden admiraal Marquis, maar wisten niet te voorkomen dat de chef-staf van Marquis, contre-admiral Robin het hoofd van de arsenaal, contre-admiral Dornon kon bellen. De aanval kwam als een verrassing voor de Vichy-officieren, maar Dornon zond het bevel om de vloot te laten zinken door aan admiraal De Laborde die aan boord was van het vlaggenschip Strasbourg.
Twintig minuten later betraden Duitse troepen het arsenaal en begonnen de Franse onderzeeërs kapot te schieten. Sommige van de onderzeeërs voeren af om in dieper water tot zinken te worden gebracht of om te ontsnappen. Casabianca verliet haar ligplaats, sloop uit de haven en ontsnapte naar Algiers.
De Duitsers raakten verdwaald in het arsenaal en raakten bijna een uur achter op schema. Toen ze de hoofdpoorten van de basis bereikten deden de schildwachten alsof ze papieren nodig hadden en vertraagden zo de Duitsers zonder enig gevecht. De Duitsers konden later door en de Strasbourg liet onmiddellijk het bericht "Zinken! Zinken! Zinken!" doorzenden door middel van radioberichten, signalen en zendboten. De Franse bemanning werd geëvacueerd en de mannen die het schip tot zinken moesten brengen gingen met de voorbereidingen van start en zetten de zeekleppen van de schepen open. Er braken gevechten uit rond de Strasbourg en Foch waarbij een Franse officier en vijf zeelieden gewond raakten.
Toen de Strasbourg naar de bodem zonk, beval de kapitein de ontsteking van de springladingen, die de bewapening en de vitale machines verwoestten en ook de brandstoftanks ontstaken. Strasbourg was totaal onbruikbaar. Een paar minuten later ontplofte de kruiser Colbert.
De Duitsers probeerden aan boord van de kruiser Algérie te komen, hoorden een explosie en probeerden de bemanning ervan te overtuigen dat het tot zinken brengen van het schip verboden was door de wapenstilstand van 1940. Echter, de springladingen werden tot ontploffing gebracht en het schip brandde twintig dagen.

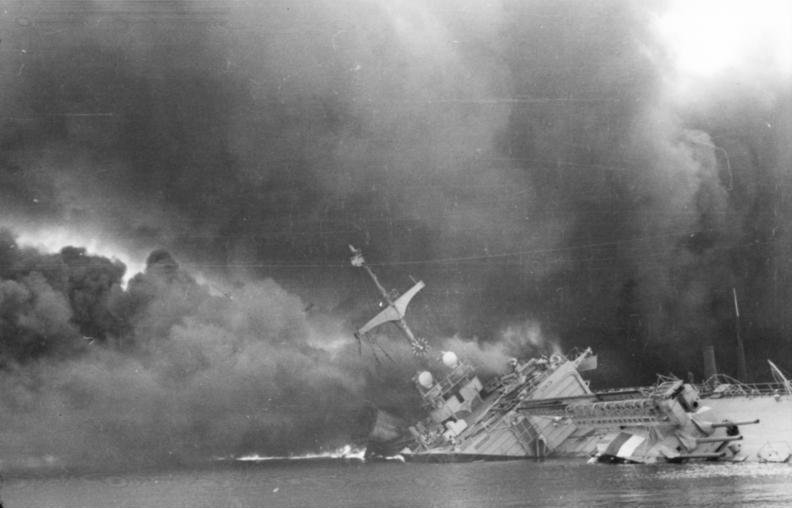
De gekapseisde Marseillaise

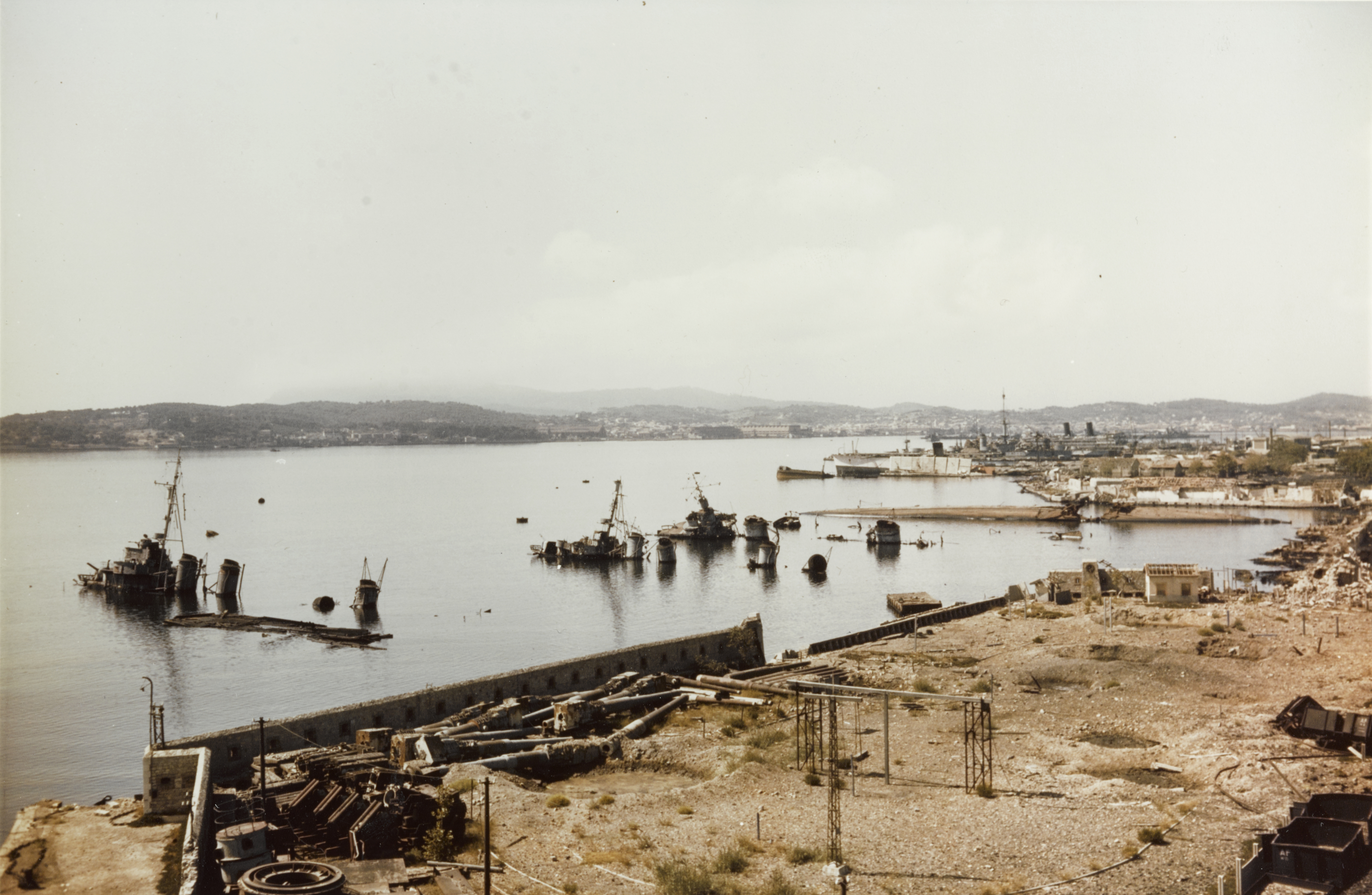
Toulon 1944

Ondertussen beval de kapitein van de Marseillaise om zijn schip te laten kapseizen en de ontstekingen werden op scherp gezet. Duitse troepen verzochten om toestemming om aan boord te komen. Toen dit werd geweigerd, ondernamen ze geen poging om aan boord te komen. Het schip zonk en explodeerde en brandde zeven dagen.
Duitse troepen gingen met geweld aan boord van de Dupleix en zetten haar bemanning vast en sloten de zeekleppen. De scheepskapitein, capitaine de vaisseau Moreau beval de ontstekingen in de belangrijkste geschutskoepels aan te steken, waarna deze explodeerden en er brand uitbrak. Moreau beval de uiteindelijke evacuatie. Zowel de Fransen en Duitsers ontvluchtten het schip. Explosies van de torpedovoorraden van het schip vernietigden het schip en het schip brandde tien dagen.
De Duitsers wisten de ontstekingen in de kruiser Jean de Vienne, die in het droogdok lag, te verwijderen. Maar door de open zeekleppen liep het schip vol met water. Het schip zonk en blokkeerde het droogdok. In het droogdok weigerde de kapitein van het beschadigde slagschip Dunkerque eerst om het schip tot zinken te brengen, maar werd gedwongen door zijn collega van de nabijgelegen kruiser La Galissonnière. De gaten in de romp veroorzaakt door een eerdere Britse torpedo werden gebruikt om het schip tot zinken te brengen en de ontstekingen verwoestten de vitale machines. Toen de Dunkerque explodeerde deed La Galissonnière de manoeuvre na van de Jean de Vienne.
Officieren van de Provence en de Commandant Teste wisten de Duitse troepen te vertragen met gesprekken totdat hun schepen waren gezonken.
Soortgelijke taferelen traden op bij de torpedojagers en onderzeeërs. De Duitsers konden uiteindelijk drie ontwapende torpedojagers, vier zwaar beschadigde onderzeeërs, drie burgerschepen en de overblijfselen van twee pre-dreadnoughts, slagschepen zonder waarde, bemachtigen.

## Nasleep
Operatie Lila was een mislukking. De Fransen vernietigden 77 schepen, inclusief 3 slagschepen, 7 kruisers, 13 torpedoboten, 15 torpedojagers, 12 onderzeeërs, 9 patrouillevaartuigen, 19 ondersteuningsschepen, 1 schoolschip, 28 sleepboten en 4 kranen. Negenendertig kleine schepen werden in beslag genomen, waarvan de meeste waren gesaboteerd of ontwapend. Sommige van de grotere schepen brandden dagenlang en er dreef olie in de haven.
Verschillende onderzeeërs negeerden orders om zich tot zinken te brengen en kozen ervoor om naar Frans Noord-Afrika te gaan: Casabianca en Marsouin bereikten Algiers, Glorieux bereikte Oran, Iris bereikte Barcelona. Vénus zonk zichzelf in de ingang van de haven van Toulon af. Een oppervlakteschip, de Leonor Fresnel, wist te ontsnappen en Algiers te bereiken.
Generaal De Gaulle bekritiseerde de Vichy-admiralen vanwege het negeren van bevelen om hun vloot naar Algiers te brengen.
Het Vichy-regime verloor door het verlies van de vloot zijn laatste teken van macht en de geloofwaardigheid bij de Duitsers.
De meeste kruisers werden door de Italianen geborgen, om ze te herstellen als oorlogsschip of voor de schroot. De Jean de Vienne en La Galissonnière werden hernoemd in FR11 en FR12, maar de reparatie werd verhinderd door de geallieerde bombardementen en hun gebruik zou onwaarschijnlijk zijn geweest vanwege het tekort aan brandstof bij de Italianen.
De Duitse marinestaf was teleurgesteld, maar volgens Hitler bezegelde de eliminatie van de Franse vloot het succes van Operatie Anton.
Twee van de geschutskoepels van het gezonken slagschip Provence werden later verwijderd en gebruikt in de versterkingen bij Saint-Mandrier-sur-Mer, die de toegang tot Toulon bewaakten.

## Gezonken schepen

### Slagschepen
Strasbourg (vlaggenschip), Dunkerque, Provence

### Watervliegtuigtender
Commandant Teste

### Zware kruisers
Dupleix, Foch, Algérie, Colbert

### Lichte kruisers
Marseillaise, Jean de Vienne, La Galissonnière

### Torpedobootjagers
Cassard, Aigle, Gerfaut, Lion, Linx, Indomptable, Mogador, Panthère, Tigre, Kersaint, Tartu, Valmy, Vauban, Vauquelin, Vautour, Guépard

### Torpedoboten
Casque, Bordelais, Bison, Bayonnaise, Foudroyant, Trombe, Siroco, Poursuivante, Mars, Hardi, Palme, Cyclone, Mamelouk

### Onderzeeërs
Redoutable, Eurydice, Diamant, Thétis, Sirène, Vénus, Vengeur, Naïade, Pascal, Espoir, Achéron, Fresnel, Caïman, Henri Poincaré, Galatée

### Sloepen
Épargne, Iberville, Chamois, Yser, Impétueuse, Curieuse, Granit, Dédaigneuse